# 競技麻雀
競技麻雀（きょうぎまーじゃん）とはギャンブルではなく純粋なゲーム、競技として行う麻雀のことである。

## 概要
金銭のやり取りがないという以外にも、競技として純粋な実力を競いやすくしている。
例えば、
- 偶然役（一発や裏ドラ・槓ウラなど）を採用しない。ただし天和などは偶然性の役ではあるが採用されることが多い（101競技連盟では、これらも認めていない）。
- ノーテン罰符が無く、流局した時に手を開けなくても良い。

などである。
しかし、現在の一般的なルールと乖離しているなどの理由から、これらのルールを持たない競技団体もあり、かつて厳密なルールだったものを一般にも受け入れやすくするために改定することもある。
また、このような「競技麻雀」のあり方に疑問を持つ愛好家により、ルールを根本的に変更してギャンブル性を取り除く試みもなされている。
なお、かつては競技麻雀の専門誌として「月刊プロ麻雀」が存在したが、2005年11月に休刊したため現在市販されている活字主体の専門誌は存在しない状態である。
2022年の北京冬季オリンピックでは、競技麻雀を室内競技として開催することを目指し、国際マインドスポーツ協会（IMSA）が国際オリンピック委員会（IOC）に申請を行っており、日本でもそれを受けて2018年7月に競技麻雀のプロリーグとしてMリーグが発足するなど、本格的なマインドスポーツ化を目指した動きが一部で進められつつある。

## 競技団体
現在、日本国内には9の競技麻雀のプロ団体が存在する。競技麻雀を統括する団体は存在しないが、最高位戦日本プロ麻雀協会・麻将連合-μ-・日本プロ麻雀協会・日本プロ麻雀連盟・RMUの5団体を主要団体として扱うこともある。また、アマチュアの団体も複数存在する。

### プロ団体
- 一般社団法人格あり
  - 日本プロ麻雀連盟
  - 最高位戦日本プロ麻雀協会
  - 101競技連盟
  - 麻将連合
  - 日本プロ麻雀協会
- 一般社団法人格なし
  - 日本プロ麻雀棋士会
  - RMU
  - 麻雀共同体WW(ダブル)
  - ザンリーグ（三人麻雀）

### アマチュア団体
- 日本麻雀連盟
- 全国麻雀段位審査会
- 日本麻将体育協会
- 日本牌棋院
- 日本麻雀連合(JMU)
- 日本スポーツ麻雀協会(旧称・新日本麻雀連盟)
- 日本健康麻将協会
- 日本麻雀道連盟
- 麻雀リーグ

## ルール体系の異なる競技麻雀
純麻雀
浅見了考案。一発・裏ドラはおろか、その他古典的に認められていた偶然役や（表）ドラ・王牌なども廃している。
中庸麻雀
關兆豪考案。国際的な競技麻雀ルールを目指し役体系などは日本麻雀をベースとしているが、立直など日本固有の役は廃している。